# Церковь Святого Франциска Ксаверия (Малакка)
Церковь Святого Франциска Ксаверия (малайск. Gereja St. Francis Xavier) является храмом епархии Малакка-Джохора Католической церкви, освящённым в честь святого Франциска Ксаверия; расположена недалеко от исторического центра Малакки на берегу реки Малакки на улице Джалан-Банда-Каба.

## История
Инициатором строительства храма в честь одного из первых миссионеров в Юго-Восточной Азии, святого католической церкви Франциска Ксаверия выступил французский священник Падери Фабр (фр. Paderi Fabre). Здание в готическом стиле начали возводить в 1849 году на месте некогда действовавшей Португальской миссии. В 1856 году строительство было завершено, и с тех пор храм остаётся практически в неизменном виде: только в 1920 году пол храма был покрыт цементом, а в 1963 году к храму был пристроен портик.
На момент завершения строительства Церковь Святого Франциска Ксаверия стала самым крупным из возведённых Парижским обществом заграничных миссий храмов.